# Sholto Douglas, 1. Baron Douglas of Kirtleside
William Sholto Douglas, 1. Baron Douglas of Kirtleside, GCB, MC, DFC (* 23. Dezember 1893 in Headington, Oxfordshire (England); † 29. Oktober 1969 in Royal Tunbridge Wells, Kent (England)) war ein britischer Offizier der Royal Air Force, zuletzt Marshal of the Royal Air Force. Sholto Douglas fungierte von 1946 bis 1947 als Militärgouverneur in der Britischen Besatzungszone im Nachkriegsdeutschland.

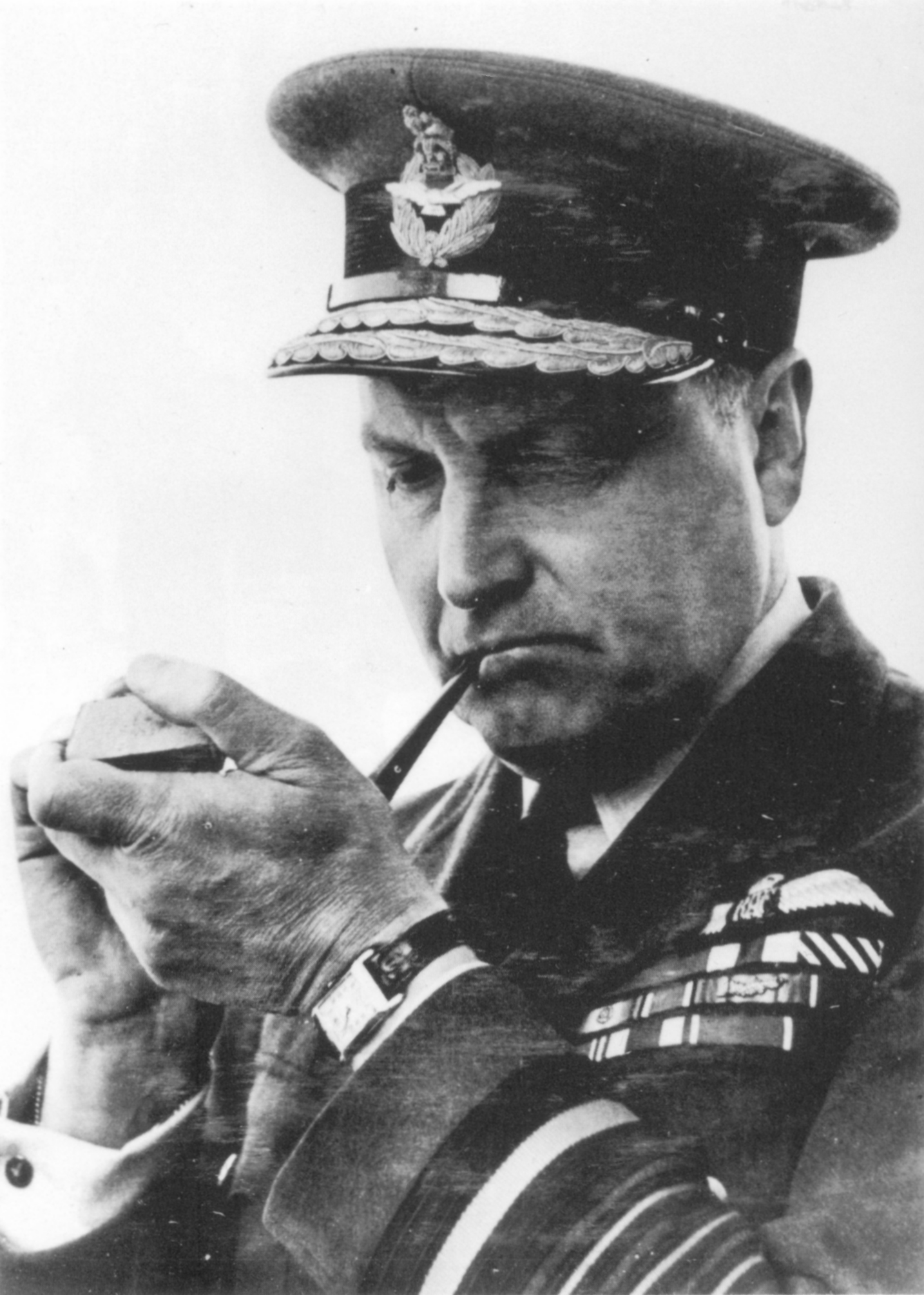
Sir William Sholto Douglas (1943)

## Leben
Douglas wurde als Sohn des Professors und Kunstkritikers Robert Langton Douglas geboren. Er genoss eine Ausbildung an Privatschulen in London und Tonbridge und dem Lincoln College der Universität Oxford.
Bei Ausbruch des Ersten Weltkriegs meldete er sich zur Royal Field Artillery und wurde 1915 in das Royal Flying Corps transferiert, wo er zunächst als Beobachter eingesetzt wurde. Nach einer Pilotenausbildung diente er als Jagdpilot und befehligte bis Kriegsende mehrere Staffeln und schließlich das No. 22 Wing. Für seinen Einsatz im Ersten Weltkrieg erhielt er das Military Cross und das Distinguished Flying Cross und wurde dreimal Mentioned in Despatches.
Nach Kriegsende besuchte er den ersten Kurs am neuen RAF Staff College und absolvierte 1927 das Imperial Defence College. Anschließend diente er in Stabsverwendungen im Sudan sowie als Lehrer am Imperial Defence College. 1938 wurde er Assistant Chief of the Air Staff und im April 1940 stellvertretender Chef des Luftwaffenstabes (Deputy Chief of the Air Staff).
Im Zweiten Weltkrieg wurde Douglas während der Luftschlacht um England und als Folge der Big-Wing-Kontroverse im November 1940 von Charles Portal zum Nachfolger Hugh Dowdings als Oberbefehlshaber des RAF Fighter Command ernannt.
Im Januar 1943 löste Douglas Arthur Tedder als Air Officer Commanding in Chief beim Middle East Command ab. Nach einem Jahr in dieser Stellung wurde er Oberbefehlshaber des RAF Coastal Command. Nach Kriegsende wurde er im Juli 1945 erster Oberbefehlshaber der British Air Forces of Occupation und am 1. Mai 1946 Oberbefehlshaber aller britischen Besatzungstruppen und Militärgouverneur der britischen Besatzungszone in Deutschland. Seine Beförderung zum Marshal of the Royal Air Force erfolgte am 1. Januar 1946. Damit war er neben Arthur Harris der einzige britische Offizier in diesem Rang, der nicht gleichzeitig oder zuvor auch Chief of the Air Staff war.
Im November 1947 wurde er durch Brian Robertson abgelöst und am 17. Februar 1948 als Baron Douglas of Kirtleside, of Dornock in the County of Dumfries, zum Peer erhoben, wodurch er Mitglied des House of Lords wurde. In der Folgezeit betätigte sich Douglas in der Privatwirtschaft, unter anderem im Board of Directors der British Overseas Airways Corporation (BOAC) und als Vorstandsvorsitzender der British European Airways (BEA) und von Horizon Travel Associates Ltd. Von 1956 bis 1957 war er zudem Präsident der International Air Transport Association (IATA).
Douglas führte drei Ehen, aus deren letzter eine Tochter hervorging. Der Titel Baron Douglas of Kirtleside erlosch somit bei Douglas’ Tod.